# 유고웅
유고웅(1958년 12월 21일 ~, 일본명: 야나기자와 타카오)은 주니치 드래건스, MBC 청룡에서 뛰었던 재일 교포 야구 선수다. 우에노미야 고등학교를 졸업했다.

## 주니치 드래건스 시절
1977년 입단해 내야 전 포지션을 커버했으나 타격에서 약점을 드러내 8년간 66경기 11타수 무안타 1타점 1도루에 그쳤다.

## MBC 청룡 시절
4년동안 뛰며 2루수를 주로 맡았으며 1989년 재계약 불발로 일본으로 돌아갔다.

## 기록
- 1985년: 89경기 228타수 44안타 4홈런 15타점 7도루 0.193
- 1986년: 101경기 349타수 96안타 5홈런 39타점 12도루 0.275
- 1987년: 88경기 282타수 69안타 2홈런 26타점 9도루 0.245
- 1988년: 58경기 165타수 42안타 11타점 14도루 0.255

## 같이 보기
- MBC 청룡 연도별 선수 명단